# San Francisco de Borja
San Francisco de Borja är en ort i Mexiko.   Den ligger i kommunen San Francisco de Borja och delstaten Chihuahua, i den nordvästra delen av landet, 1 200 km nordväst om huvudstaden Mexico City. San Francisco de Borja ligger 1 646 meter över havet och antalet invånare är 1 157.
Terrängen runt San Francisco de Borja är varierad. San Francisco de Borja ligger nere i en dal.  Trakten runt San Francisco de Borja är nära nog obefolkad, med mindre än två invånare per kvadratkilometer. Det finns inga andra samhällen i närheten. Omgivningarna runt San Francisco de Borja är i huvudsak ett öppet busklandskap.